# 你的歌聲
『你的歌聲』（日语：キミノウタ）是學院貴公子的第7張單曲。2009年8月26日發售。

## 解説
- 富士電視台系「noitaminA」時段動畫『東京地震8.0』主題曲。
- 初回生産限定盤附有「你的歌聲」記錄Making影像收錄DVD。

## 收錄曲
全曲　作詞:西川貴教　作曲:柴崎浩　編曲:abingdon boys school
1. キミノウタ
富士電視台系「noitaminA」時段動畫『東京地震8.0』主題曲。
2. STEALTH-零号式JAP-

## 收錄專輯
- 動畫「東京地震8.0」電視原聲帶（#1）
- Teaching Materials（#1）
- ABINGDON ROAD（#1）

## 参加音樂家
- SASSY（HIGH and MIGHTY COLOR）：爵士鼓（#1）
- IKUO：貝斯（#1）

## 備註
1. ↑  . The Natsu Style. 2009-09-01  [2009-09-01]. （原始内容存档于2011-06-15）.
2. ↑   TBS『CDTV』2009年9月5日放送分より